# タオカス族

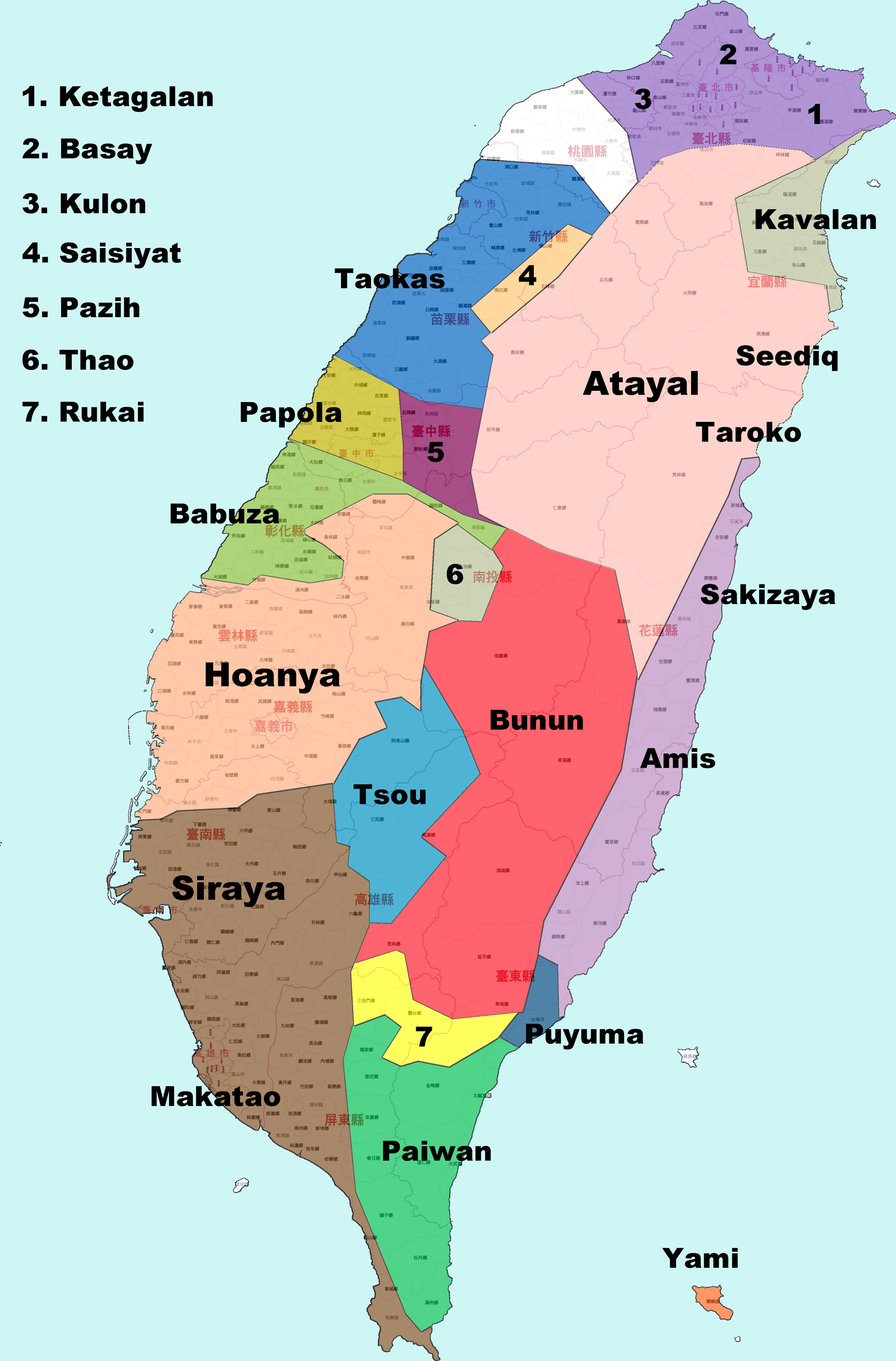
台湾の民族分布。タオカス族は北西部の海岸地帯

タオカス族、タオカス語で自称はTaukat/Taukan、台湾先住民に属する民族である。平埔族に分類される。漢字で道卡斯族、斗葛族、大甲族と表記される。台湾の桃園市、新竹県、苗栗県、台中市に分布している。台湾諸語のタオカス語を話していた。1732年まで存在した大肚王国の構成民族である。
中国大陸から漢民族が続々と台湾に渡来、定着するにつれタオカス族は圧迫され、1814年に郭百年事件が発生した。サオ族はブローカーとして台湾西部平野在住の平埔族系を応募し、南投県の埔里盆地を再開拓させた。一部のタオカス族も、埔里で房裡社(Waraoral、紅瓦厝、今の南投県埔里鎮房里里)などの集落を建てた。
現在、苗栗県後龍鎮新民里や南投県埔里鎮房里里に在住のタオカス族は、母語や伝統的な祭りを伝承している。

## 祭礼・伝統行事
新港社/東社、西社（今の苗栗県後龍鎮新民里）で開催
Patay:祖霊祭。男性のみ参加が許される。関係者以外の者と女性の参加はタブーとされる。鹿肉、酒、魚、蒸し飯、豚肉を供え、母語で先祖に祈る。
牽田祭（牽奠祭）：旧暦八月15日、十五夜の前後に行う。当日の午前、成年式「Mata」を行う。これはマラソンのような長距離走で、参加者はみなで走り、大潭という祖霊がいる淵/池に集合し、正座して祖霊を拝み、供え物を水に投じた上で走って戻る。優勝者は鹿の角で飾られた鉢卷き/帽子を授かる。
夕暮れ時に「扮番」という男性は蓑を着て笠をかぶり、銅鑼を打ち鳴らしながら町内を巡り、祭りの開催を知らせる。元々は鹿の皮で作った衣装を着ていたそうである
牽田祭が行う前にもpatayを行う。
夜に「舉大旗」を開き、「issama」と呼ばれる男性3名は旗を立て、旗竿を布で体に縛り付けて背負い、助手に助けられつつ祭りの広場に入る。
旗竿は、3本の高さが約6～７メートルで、１本が長いと短い、２本の竹で組みたてたもので、上に鈴を付け、赤リボンで飾られ、白布の旗が風に吹かれてはためく。先祖を迎えるように立て揚げる。旗をうっかり倒すの許されない。仮に旗が倒れれば不吉とされ、祭りの間は守らなければいけない。「牽大田（旗頭）」が歌う時は丸一本の旗が背負われ、風が強すぎる場合は「牽小田」と「旗尾」のパートは、取り外して、ただ短い竹で作った旗を背負っても良い。
昔は、「issama」には資格審査があった。既婚2年以内、当年に身内に不幸が無いことである。祭りが無事に終了すればHinpu(餅）を用意して、皆にお土産として配る。そのため経済力が無い者はissamaにはなれなかった。なお祭りには忌があり、妻が妊娠中の男性、身内に不幸があった男性、そして女性全員は旗に触れることは厳禁。
タオカス族は老若男女問わず、広場でお互いに手を繋いで輪になり、足踏み踊りしつつ祀る歌を唄う。その時、旗を背負っている男性3名は踊りの輪の中で扮番が打つ銅鑼の音に合わせて足踏み踊りする。
祀る歌は3曲あり、「牽大田（旗頭）」は先祖に捧げる歌。旋律は厳かで、悲しそうである。一方、「牽小田」と「旗尾」は先祖をお見送りする歌なので、雰囲気が楽しげである。
房裡社（今の南投県埔里鎮房里里）で開催
Emalo祖霊祭：日本の学者・伊能嘉矩と淺井惠倫の調査と報告書によれば、旧暦の７月に挙行されたという。だが確実の開催日は部落ごとに異なっていた。
競走Mataが開催して、基本的に優勝者は担当者の家族の方が譲ってもらった。
各家族の女性のうち目上の者は皆を率い、水源地で先祖の精霊を迎え、家に連れて戻り、担任者は銅鑼を打ち鳴らし、祖霊祭が間もなく開催する事を知らせ、祭りの広場に皆を集める。
地面に供え物として、握り飯、魚、酒、鹿肉、阿拉粿（葉で包まれた餅）を置き、先祖に祈る。
そして皆は手を繋がって踊りながら、「emalo~emalo~」の歌を唄って、先祖に追懐する一方、供え物も自由に取ってよかった。